# Nikdo se nebude smát
Nikdo se nebude smát je československý film z roku 1965, řadící se k dílům Československé nové vlny. Jedná se o celovečerní debut režiséra Hynka Bočana. Předlohou k filmu byla stejnojmenná povídka ze sbírky povídek Směšné lásky od spisovatele Milana Kundery. Snímek pojednává o zdánlivě bezstarostném životě odborného asistenta Karla Klímy, který nedokáže lidem do očí říkat nepříjemnou pravdu. Hlavní roli odborného asistenta Akademie výtvarných umění zde ztvárnil Jan Kačer.